# Dubiaranea variegata
Dubiaranea variegata là một loài nhện trong họ Linyphiidae. Loài này được phát hiện ở Colombia.